# Cetonurus globiceps
Cetonurus globiceps är en fiskart som först beskrevs av Vaillant, 1884.  Cetonurus globiceps ingår i släktet Cetonurus och familjen skolästfiskar. Inga underarter finns listade i Catalogue of Life.